# Chet Huntley
Chester Robert „Chet“ Huntley (* 10. Dezember 1911 in Cardwell, Montana; † 20. März 1974 in Bozeman, Montana) war ein US-amerikanischer Journalist, Nachrichtensprecher und Fernsehmoderator.

## Leben
Huntley besuchte die Whitehall High School in Whitehall und das Montana State College in Bozeman, Montana. Huntley studierte an der University of Washington. Er begann seine berufliche Karriere in Seattle bei dem Radiosender KIRO AM und arbeitete später für Radiostationen in Spokane (KHQ) und Portland. Huntley moderierte gemeinsam mit David Brinkley von 1956 bis 1970 die Fernsehsendung Huntley-Brinkley Report auf dem Fernsehsender NBC. 1970 beendete er seine Karriere als Fernsehmoderator und eröffnete in Montana das Big Sky Resort in Bozeman. In erster Ehe war Huntley mit Tippy Stringer und in zweiter Ehe mit Ingrid Rolin verheiratet.

## Auszeichnungen
- Alfred I. duPont Award, 1956[2]
- Peabody Award